# Venkatraman Ramakrishnan
Venkatraman „Venki” Ramakrishnan (tamil. வெங்கட்ராமன் ராமகிருஷ்ணன், ur. 1952 w Ćidambaram) – amerykański biofizyk pochodzenia indyjskiego, związany z Laboratory of Molecular Biology, Cambridge, wykładowca w Trinity College. W 2009 został wyróżniony, wraz z Adą Jonath i Thomasem Steitzem, Nagrodą Nobla w dziedzinie chemii za badania nad strukturą i funkcją rybosomów.

## Życiorys
W 1971 otrzymał tytuł B.Sc. z fizyki na Uniwersytecie Baroda w Vadodarze. W 1976 uzyskał stopień doktora (Ph.D.) fizyki na Uniwersytecie Ohio. W latach 1976–1978 studiował biologię na Uniwersytecie Kalifornijskim w San Diego. W latach 1978–1982 był doktorantem na Uniwersytecie Yale. W latach 1983–1995 związany z Brookhaven National Laboratory (od 1983 do 1985 jako asystent biofizyki, od 1985 do 1988 Associate, od 1988 do 1990 biofizyk, od 1990 do 1994 jako biofizyk mianowany, od 1994 do 1995 jako starszy biofizyk mianowany). W latach 1995–1999 profesor biochemii na Uniwersytecie Utah. Od 1999 kieruje laboratorium w Medical Research Council w Cambridge.

## Dorobek naukowy
Od 1977 Venkatraman Ramakrishnan opublikował ponad 95 prac badawczych. Jego wczesne prace dotyczyły budowy histonów i chromatyny. Zajmował się badaniem struktury białek przy zastosowaniu metod rozpraszania anomalnego, wielokrotnej anomalnej dyspersji (MAD) i rozpraszania neutronowego. W 2000 w jego laboratorium ustalono budowę podjednostki 30S rybosomu i jej kompleksów z różnymi antybiotykami. Kolejne badania dotyczyły strukturalnych uwarunkowań mechanizmów zapewniających wierność procesu biosyntezy białka. Później udało się mu i jego współpracownikom ustalić strukturę molekularną całego rybosomu w kompleksie z tRNA i mRNA.

## Nagrody i wyróżnienia
Jest członkiem Royal Society (od 2003), EMBO (od 2002) i United States National Academy of Sciences (od 2004). Członek zagraniczny Indian National Science Academy (2008).
- Stypendysta Fundacji Guggenheima (1991-92)
- Datta Medal przyznawany przez Federation of European Biochemical Societies (1997)
- Louis Jeantet Prize for Medicine (2007)
- Heatley Medal przyznawany przez British Biochemical Society (2008)

W 2009 roku został wyróżniony, razem z Adą Jonath i Thomasem Steitzem, Nagrodą Nobla w dziedzinie chemii za badania nad strukturą i funkcją rybosomów.

## Wybrane prace
- V. Ramakrishnan, PB. Moore. Atomic structures at last: the ribosome in 2000. „Curr Opin Struct Biol”. 11 (2), s. 144-54, Apr 2001. PMID: 11297922.
- AP. Carter i inni, Crystal structure of an initiation factor bound to the 30S ribosomal subunit., „Science”, 291 (5503), 2001, s. 498-501, PMID: 11228145.
- DE. Brodersen i inni, The structural basis for the action of the antibiotics tetracycline, pactamycin, and hygromycin B on the 30S ribosomal subunit, „Cell”, 103 (7), 2000, s. 1143-54, PMID: 11163189.
- WM. Clemons i inni, Structure of a bacterial 30S ribosomal subunit at 5.5 A resolution, „Nature”, 400 (6747), 1999, s. 833-40, DOI: 10.1038/23631, PMID: 10476960.
- A. Weixlbaumer i inni, Insights into translational termination from the structure of RF2 bound to the ribosome, „Science”, 322 (5903), 2008, s. 953-6, DOI: 10.1126/science.1164840, PMID: 18988853.
- V. Ramakrishnan. What we have learned from ribosome structures. „Biochem Soc Trans”. 36 (Pt 4), s. 567-74, Aug 2008. DOI: 10.1042/BST0360567. PMID: 18631119.